# Schoenlandella sahelensis
Schoenlandella sahelensis är en stekelart som först beskrevs av Trevor Huddleston och Walker 1988.  Schoenlandella sahelensis ingår i släktet Schoenlandella och familjen bracksteklar. Inga underarter finns listade i Catalogue of Life.